# Hamad ibn Suwajni
Sajjid Sir Hamad ibn Suwajni al-Busa’idi (arab. حمد بن ثويني البوسعيدي, Ḥamad ibn Thuwayni al-Būsaʿīdī; ur. 1857, zm. 25 sierpnia 1896 w Stone Town) – piąty sułtan Zanzibaru od 5 marca 1893 roku aż do swojej śmierci.

## Życiorys
Urodzony jako siódmy i ostatni syn Suwajniego ibn Sa’ida, pierwszego sułtana Omanu oraz syna Sa’ida ibn Sultana, ostatniego władcy Omanu i Zanzibaru. Po zaciętych walkach między synami Sa’ida, najstarszemu Suwajniemu przypadł Oman (który dziedziczyli jego synowie), a kolejni bracia obejmowali tron zanzibarski. Po śmierci swego wuja Alego ibn Sa’ida Hamad objął tron przy wydatnym poparciu Brytyjczyków, sprawujących protektorat nad państwem. Z racji uległości wobec Wielkiej Brytanii wielokrotnie odznaczany. Potwierdził również protektorat Włochów kilka portów w dzisiejszej Somalii. Zmarł nagle dokładnie o 11:40 25 sierpnia 1896 według wszelkiego prawdopodobieństwa otruty przez swego kuzyna, Chalida ibn Barghasza, który rządził 3 dni, dopóki nie przegrał 40-minutowej wojny angielsko-zanzibarskiej.

## Małżeństwo
W 1873 poślubił (rok później rozwiódł się) Turkijję bint Turki, córkę Turkiego ibn Sa’ida, sułtana Omanu i syna Sa’ida ibn Sultana, która potem poślubiła jego starszego brata. Później ożenił się z Nunu bint Barghash, córką drugiego sułtana Zanzibaru Barghasza ibn Sa’ida.

## Odznaczenia
- Order Brylantowej Gwiazdy Zanzibaru (Wisam al-Kaukab ad-Durri az-Zanzibari) – 1893
- Wielki Krzyż Orderu Korony Włoch, Włochy - 1893
- Kawaler Wielki Orderu Gwiazdy Indii – 1894
- Wielki Krzyż Orderu Czerwonego Orła 1. klasy, Prusy - 1895